# Ильянский сельсовет
Ильянский сельсовет — административная единица на территории Вилейского района Минской области Республики Беларусь.

## История
Ильянский сельский Совет образован 12 октября 1940 года.

## Состав
Ильянский сельсовет включает 28 населённых пунктов:
- Безводное — деревня.
- Барсуки — деревня.
- Бояры — деревня.
- Будище — деревня.
- Гороватка — деревня.
- Дворец — деревня.
- Заборье — деревня.
- Заречье — деревня.
- Илья — деревня.
- Ильянские Хутора — деревня.
- Капустино — деревня.
- Ковали — деревня.
- Ковшевичи — деревня.
- Козлы — деревня.
- Колодчино — деревня.
- Корытница — деревня.
- Котовка — хутор.
- Криница-1 — деревня.
- Криница-2 — деревня.
- Леповщина — деревня.
- Ободовцы — деревня.
- Ольковичи — деревня.
- Ольховка — деревня.
- Остюковичи — деревня.
- Партизанский — посёлок.
- Соколы — деревня.
- Старинки — деревня
- Судники — деревня.
- Цагельня — деревня.
- Щарочиха — деревня.

## Демография
На территории сельсовета по состоянию на 2011 год проживает 2935 человек, в том числе 885 пенсионеров, 1546 трудоспособных граждан, 504 детей в возрасте до 18 лет.

## Производственная сфера
- Филиал «Агрофирма „Илья“»
- ЗАО «РОСТЭМ»
- Ильянское лесничество ГОЛХУ «Вилейский опытный лесхоз»
- СП"ММЦ"ООО филиал «Ильянское лесопильное производство»

## Социально-культурная сфера
На территории сельского Совета расположены учреждения образования:
- ГУО «Ильянская общеобразовательная средняя школа им. А. А. Гримотя».
- ГУО «Залесский учебно-педагогический комплекс детский сад-общеобразовательная средняя школа».
- УО «Ильянский государственный аграрный колледж».
- Ильянский детский сад.
- Детская музыкальная школа искусств

Учреждения здравоохранения:
- Ильянская участковая больница
- Ободовский ФАП, Партизанский ФАП, Боярский ФАП

Учреждения культуры:
- Ильянский ДК, Партизанский СК
- Библиотеки в д. Илья, д. Ободовцы, п. Партизанский